# Rediu (Iași)
Rediu è un comune della Romania di 3 921 abitanti, ubicato nel distretto di Iași, nella regione storica della Moldavia.
Il comune è formato dall'unione di 5 villaggi: Breazu, Horlești, Rediu, Tăutești, Valea Lupului.
Rediu fa parte della Zona Metropolitana di Iași.